# Ozero Tjornoje (sjö i Belarus, Vitsebsks voblast, lat 55,64, long 28,60)
Ozero Tjornoje (ryska: Озеро Чёрное) är en sjö i Belarus.   Den ligger i voblasten Vitsebsks voblast, i den norra delen av landet, 200 km norr om huvudstaden Minsk. Ozero Tjornoje ligger 131 meter över havet. Arean är 0,18 kvadratkilometer. Den sträcker sig 0,3 kilometer i nord-sydlig riktning, och 0,9 kilometer i öst-västlig riktning.
I omgivningarna runt Ozero Tjornoje växer i huvudsak blandskog. Runt Ozero Tjornoje är det ganska tätbefolkat, med 72 invånare per kvadratkilometer.